# Заслуженный деятель искусств Республики Татарстан
Заслу́женный де́ятель иску́сств Респу́блики Татарста́н (тат. Татарстан Республикасының Атказанган сәнгать эшлеклесе) — государственная награда Республики Татарстан — почётное звание Республики Татарстан.

## Основание для присвоения
Почётное звание «Заслуженный деятель искусств Республики Татарстан» присваивается высокопрофессиональным режиссёрам, балетмейстерам, дирижёрам, хормейстерам, композиторам, драматургам, художникам, архитекторам, дизайнерам, искусствоведам и другим деятелям искусств, поэтам и писателям, внесшим значительный вклад в развитие культуры и искусства, за большие заслуги в воспитании и подготовке творческих кадров, создании научных трудов в области искусства, работающим в области искусства не менее 10 лет.

## Нагрудный знак
Лицам, удостоенным почетного звания «Заслуженный деятель искусств Республики Татарстан», вручается нагрудный знак единого образца «Заслуженный работник Республики Татарстан».
Нагрудный знак к почетному званию носят на правой стороне груди, а при наличии у награждённых других нагрудных знаков к почетным званиям располагают после нагрудных знаков Российской Федерации, СССР, перед нагрудными знаками Татарской АССР, Татарской ССР.

## История
Указом Президиума Верховного Совета Татарской АССР от 1 февраля 1940 года «О почётных званиях Татарской АССР и Почётной Грамоте Президиума Верховного Совета Татарской АССР» были установлены почётные звания Татарской АССР, в том числе «Заслуженный деятель искусств Татарской АССР».
Законом Республики Татарстан № 25-ЗРТ от 24 марта 2004 года «О государственных наградах Республики Татарстан» этот Указ признан утратившим силу. Этим же законом учреждено новое почётное звание «Заслуженный деятель искусств Республики Татарстан».
Законом Республики Татарстан № 74-ЗРТ от 10 октября 2011 года «О государственных наградах Республики Татарстан» Закон Республики Татарстан № 25-ЗРТ от 24 марта 2004 года признан утратившим силу.